# 船木田荘
船木田荘（ふなきだのしょう）は武蔵国多摩郡（多西郡）にあった荘園。現在の東京都八王子市・日野市の一部にあたる。舟木田庄とも。
『吾妻鏡』や『新編武蔵風土記稿』にはこの地域の荘園として横山荘（よこやましょう）が登場するが、横山荘に属していたとされる村々と中世後期に船木田荘の領主であった東福寺の文書に登場する船木田荘の村々が合致することから、多摩丘陵の古称である「多摩の横山」に因んで船木田荘の「新荘」と呼ばれる地域を指して横山荘と称した、あるいは船木田荘そのものの別称が横山荘であったと考えられている。

## 概要
現在の八王子市にある白山神社から江戸時代に出土した仁平4年（1154年）書写の『観普賢経』の奥書に見られるのが初出。初期の伝領経路は不明であるが、治承4年（1180年）に皇嘉門院から九条良通に充てられた譲状に登場することから、古くから摂関家に関係した荘園であったと推定される。なお、同譲状には船木田荘は本荘と新荘に分けられたことが知られている（新荘＝横山荘であった可能性が高いのは前述の通り）。九条道家の所有の後、本荘は九条家、新荘は一条家に分割されたが、南北朝時代（建武年間以後）に九条・一条両家の菩提寺であった東福寺に全域が寄進された。
この地域は、武蔵七党の1つ横山氏が拠点にするなど、古くから武士団の拠点となっており、鎌倉時代の早い時期から地頭が任命されてその請所にいた（地頭請）。和田合戦で横山氏が滅び、室町時代に入ると関東管領上杉氏の支配下に入り、守護請が行われていた。上杉氏は守護代大石氏をこの地に入れて支配を行っていたが、享徳の乱以後の関東地方の混乱に乗じて大石氏が船木田荘一帯を自己の支配下に収め、荘園としての船木田荘は解体された。